# Liste der Bodendenkmäler in Rennertshofen
Auf dieser Seite sind die Bodendenkmäler in dem oberbayerischen Markt Rennertshofen zusammengestellt. Diese Tabelle ist eine Teilliste der Liste der Bodendenkmäler in Bayern. Grundlage ist die Bayerische Denkmalliste, die auf Basis des Bayerischen Denkmalschutzgesetzes vom 1. Oktober 1973 erstmals erstellt wurde und seither durch das Bayerische Landesamt für Denkmalpflege geführt wird. Die folgenden Angaben ersetzen nicht die rechtsverbindliche Auskunft der Denkmalschutzbehörde.

## Bodendenkmäler in Rennertshofen

### Gemarkung Ammerfeld
| Lage                 | Objekt | Akten-Nr.     | Bild |
| -------------------- | --- | ------------- | ---- |
| Ammerfeld (Standort) | Grabhügel vorgeschichtlicher Zeitstellung.                                                                                       | D-1-7131-0001 |      |
| Ammerfeld (Standort) | Grabhügel vorgeschichtlicher Zeitstellung.                                                                                       | D-1-7131-0002 |      |
| Ammerfeld (Standort) | Villa rustica der Römischen Kaiserzeit.                                                                                          | D-1-7131-0003 |      |
| Ammerfeld (Standort) | Burgstall des späten Mittelalters.                                                                                               | D-1-7231-0001 |      |
| Ammerfeld (Standort) | Grabhügel vorgeschichtlicher Zeitstellung.                                                                                       | D-1-7231-0002 |      |
| Ammerfeld (Standort) | Mittelalterliche und frühneuzeitliche Befunde im Bereich der Katholischen Pfarrkirche St. Quirin und des Friedhofs in Ammerfeld. | D-1-7231-0015 |      |

### Gemarkung Bertoldsheim
| Lage                    | Objekt | Akten-Nr.     | Bild |
| ----------------------- | --- | ------------- | ---- |
| Bertoldsheim (Standort) | Körpergräber mittelalterlicher Zeitstellung.                                                                       | D-1-7231-0003 |      |
| Bertoldsheim (Standort) | Viereckiges Grabenwerk vor- und frühgeschichtlicher Zeitstellung.                                                  | D-1-7231-0006 |      |
| Bertoldsheim (Standort) | Siedlung vor- und frühgeschichtlicher Zeitstellung.                                                                | D-1-7231-0007 |      |
| Bertoldsheim (Standort) | Siedlung vor- und frühgeschichtlicher Zeitstellung.                                                                | D-1-7231-0008 |      |
| Bertoldsheim (Standort) | Villa rustica der Römischen Kaiserzeit.                                                                            | D-1-7231-0009 |      |
| Bertoldsheim (Standort) | Siedlung vor- und frühgeschichtlicher Zeitstellung.                                                                | D-1-7231-0010 |      |
| Bertoldsheim (Standort) | Siedlung vor- und frühgeschichtlicher Zeitstellung.                                                                | D-1-7231-0011 |      |
| Bertoldsheim (Standort) | Siedlung der Linearbandkeramik und der Bronzezeit.                                                                 | D-1-7232-0004 |      |
| Bertoldsheim (Standort) | Siedlung vor- und frühgeschichtlicher Zeitstellung.                                                                | D-1-7232-0006 |      |
| Bertoldsheim (Standort) | Siedlung vor- und frühgeschichtlicher Zeitstellung.                                                                | D-1-7232-0008 |      |
| Bertoldsheim (Standort) | Grabhügel vorgeschichtlicher Zeitstellung.                                                                         | D-1-7232-0009 |      |
| Bertoldsheim (Standort) | Siedlung vor- und frühgeschichtlicher Zeitstellung.                                                                | D-1-7232-0010 |      |
| Bertoldsheim (Standort) | Siedlung vor- und frühgeschichtlicher Zeitstellung.                                                                | D-1-7232-0011 |      |
| Bertoldsheim (Standort) | Siedlung vor- und frühgeschichtlicher Zeitstellung.                                                                | D-1-7232-0147 |      |
| Bertoldsheim (Standort) | Siedlung vor- und frühgeschichtlicher Zeitstellung.                                                                | D-1-7232-0149 |      |
| Bertoldsheim (Standort) | Grabenwerk vor- und frühgeschichtlicher Zeitstellung.                                                              | D-1-7232-0150 |      |
| Bertoldsheim (Standort) | Siedlung vor- und frühgeschichtlicher Zeitstellung.                                                                | D-1-7232-0151 |      |
| Bertoldsheim (Standort) | Siedlung vor- und frühgeschichtlicher Zeitstellung.                                                                | D-1-7232-0152 |      |
| Bertoldsheim (Standort) | Mittelalterliche und frühneuzeitliche Befunde im Bereich der Katholischen Pfarrkirche St. Michael in Bertoldsheim. | D-1-7232-0258 |      |
| Bertoldsheim (Standort) | Spätmittelalterlich-frühneuzeitlicher Burgstall, frühneuzeitliches Schloss Bertoldsheim.                           | D-1-7232-0259 |      |

### Gemarkung Biesenhard
| Lage                  | Objekt                                                                                        | Akten-Nr.     | Bild |
| --------------------- | --------------------------------------------------------------------------------------------- | ------------- | ---- |
| Biesenhard (Standort) | Höhensiedlung der Bronzezeit und der Urnenfelderzeit, Abschnittsbefestigung des Mittelalters. | D-1-7132-0011 |      |
| Biesenhard (Standort) | Straße der römischen Kaiserzeit.                                                              | D-1-7132-0124 |      |
| Biesenhard (Standort) | Höhlenstation des Spätpaläolithikums und Mesolithikums.                                       | D-1-7132-0173 |      |

### Gemarkung Emskeim
| Lage               | Objekt | Akten-Nr.     | Bild |
| ------------------ | --- | ------------- | ---- |
| Emskeim (Standort) | Mittelalterliche und frühneuzeitliche Befunde im Bereich der Katholischen Pfarrkirche St. Mauritius in Emskeim. | D-1-7132-0048 |      |

### Gemarkung Hatzenhofen
| Lage                   | Objekt                                                                                 | Akten-Nr.     | Bild |
| ---------------------- | -------------------------------------------------------------------------------------- | ------------- | ---- |
| Hatzenhofen (Standort) | Siedlung des Neolithikums.                                                             | D-1-7232-0012 |      |
| Hatzenhofen (Standort) | Siedlung des Neolithikums und der Urnenfelderzeit.                                     | D-1-7232-0013 |      |
| Hatzenhofen (Standort) | Siedlung der Hallstattzeit und viereckiges Grabenwerk vorgeschichtlicher Zeitstellung. | D-1-7232-0014 |      |

### Gemarkung Hütting
| Lage               | Objekt | Akten-Nr.     | Bild |
| ------------------ | --- | ------------- | ---- |
| Hütting (Standort) | Bohlenweg der frühen bis mittleren Bronzezeit, der späten Urnenfelderzeit, der frühen Hallstattzeit und des späten Mittelalters, hölzerne Brücke der späten Hallstattzeit, der Spätlatènezeit und der Römischen Kaiserzeit, Straße der Römischen Kaiserzeit. | D-1-7132-0001 |      |
| Hütting (Standort) | Siedlung vor- und frühgeschichtlicher Zeitstellung. | D-1-7132-0005 |      |
| Hütting (Standort) | Viereckiges Grabenwerk vor- und frühgeschichtlicher Zeitstellung. | D-1-7132-0006 |      |
| Hütting (Standort) | Freilandstation des Mittelpaläolithikums und des Mesolithikums, Siedlung der frühen Bronzezeit. | D-1-7132-0007 |      |
| Hütting (Standort) | Grabhügel vorgeschichtlicher Zeitstellung. | D-1-7132-0009 |      |
| Hütting (Standort) | Siedlung des Neolithikums, der Bronzezeit, der Urnenfelderzeit, der Hallstattzeit und der Latènezeit, Eisenverhüttungsplatz der Eisenzeit. | D-1-7132-0052 |      |
| Hütting (Standort) | Villa rustica der Römischen Kaiserzeit. | D-1-7232-0017 |      |
| Hütting (Standort) | Siedlung des Neolithikums. | D-1-7232-0020 |      |
| Hütting (Standort) | Siedlung des Neolithikums. | D-1-7232-0021 |      |
| Hütting (Standort) | Villa rustica der Römischen Kaiserzeit. | D-1-7232-0023 |      |
| Hütting (Standort) | Grabhügel vorgeschichtlicher Zeitstellung. | D-1-7232-0024 |      |
| Hütting (Standort) | Siedlung vor- und frühgeschichtlicher Zeitstellung. | D-1-7232-0025 |      |
| Hütting (Standort) | Grabhügel vorgeschichtlicher Zeitstellung. | D-1-7232-0145 |      |
| Hütting (Standort) | Teilstück einer Straße der Römischen Kaiserzeit. | D-1-7232-0146 |      |
| Hütting (Standort) | Mittelalterliche und frühneuzeitliche Befunde im Bereich der Katholischen Pfarrkirche St. Sixtus in Hütting. | D-1-7232-0242 |      |
| Hütting (Standort) | Burgruine des Mittelalters (Burg Hütting). | D-1-7232-0243 |      |
| Hütting (Standort) | Mittelalterliche und frühneuzeitliche Befunde im Bereich der Katholischen Filialkirche St. Martin in Ellenbrunn. | D-1-7232-0246 |      |
| Hütting (Standort) | Siedlung der Bronzezeit. | D-1-7232-0284 |      |
| Hütting (Standort) | Siedlung der Römischen Kaiserzeit. | D-1-7232-0304 |      |
| Hütting (Standort) | Siedlung und Brandgräber der späten Bronzezeit. | D-1-7232-0305 |      |
| Hütting (Standort) | Siedlung und Brandgräber der römischen Kaiserzeit. | D-1-7232-0314 |      |
| Hütting (Standort) | Siedlung der Römischen Kaiserzeit und des hohen Mittelalters. | D-1-7232-0315 |      |

### Gemarkung Mauern
| Lage              | Objekt | Akten-Nr.     | Bild |
| ----------------- | --- | ------------- | ---- |
| Mauern (Standort) | Mittelalterliche und frühneuzeitliche Befunde im Bereich der Katholischen Pfarrkirche Mariae Himmelfahrt in Mauern. | D-1-7232-0027 |      |
| Mauern (Standort) | Siedlung der Römischen Kaiserzeit.                                                                                  | D-1-7232-0028 |      |
| Mauern (Standort) | Höhlen des Mittel- und des Jungpaläolithikums.                                                                      | D-1-7232-0029 |      |
| Mauern (Standort) | Siedlung des Neolithikums.                                                                                          | D-1-7232-0030 |      |
| Mauern (Standort) | Siedlung des Alt- und Mittelneolithikums und Eisenverhüttungsplatz der späten Latènezeit.                           | D-1-7232-0031 |      |
| Mauern (Standort) | Siedlung vor- und frühgeschichtlicher Zeitstellung.                                                                 | D-1-7232-0032 |      |
| Mauern (Standort) | Siedlung vorgeschichtlicher Zeitstellung.                                                                           | D-1-7232-0033 |      |
| Mauern (Standort) | Grabhügel der Bronzezeit und der späten Urnenfelderzeit, Brandgräber der Römischen Kaiserzeit.                      | D-1-7232-0036 |      |
| Mauern (Standort) | Grabhügel vorgeschichtlicher Zeitstellung.                                                                          | D-1-7232-0037 |      |
| Mauern (Standort) | Siedlung des Neolithikums.                                                                                          | D-1-7232-0038 |      |
| Mauern (Standort) | Grabhügel vorgeschichtlicher Zeitstellung.                                                                          | D-1-7232-0040 |      |
| Mauern (Standort) | Siedlung vor- und frühgeschichtlicher Zeitstellung.                                                                 | D-1-7232-0041 |      |
| Mauern (Standort) | Siedlung vor- und frühgeschichtlicher Zeitstellung.                                                                 | D-1-7232-0042 |      |
| Mauern (Standort) | Siedlung vor- und frühgeschichtlicher Zeitstellung.                                                                 | D-1-7232-0043 |      |
| Mauern (Standort) | Siedlung vor- und frühgeschichtlicher Zeitstellung.                                                                 | D-1-7232-0142 |      |
| Mauern (Standort) | Siedlung vor- und frühgeschichtlicher Zeitstellung.                                                                 | D-1-7232-0143 |      |
| Mauern (Standort) | Siedlung vor- und frühgeschichtlicher Zeitstellung.                                                                 | D-1-7232-0144 |      |
| Mauern (Standort) | Mittelalterliche und frühneuzeitliche Befunde im Bereich der Katholischen Filialkirche St. Vitus in Treidelheim.    | D-1-7232-0253 |      |
| Mauern (Standort) | Siedlung des Neolithikums, Villa rustica der Römischen Kaiserzeit und Siedlung des hohen Mittelalters.              | D-1-7232-0312 |      |

### Gemarkung Oberhausen
| Lage                  | Objekt                                   | Akten-Nr.     | Bild |
| --------------------- | ---------------------------------------- | ------------- | ---- |
| Oberhausen (Standort) | Burgstall des Mittelalters (Kaiserburg). | D-1-7232-0124 |      |

### Gemarkung Rennertshofen
| Lage                     | Objekt | Akten-Nr.     | Bild |
| ------------------------ | --- | ------------- | ---- |
| Rennertshofen (Standort) | Körpergräber des frühen Mittelalters.                                                                                                | D-1-7232-0046 |      |
| Rennertshofen (Standort) | Freilandstation des Mesolithikums.                                                                                                   | D-1-7232-0047 |      |
| Rennertshofen (Standort) | Siedlung des Alt- und Mittelneolithikums.                                                                                            | D-1-7232-0048 |      |
| Rennertshofen (Standort) | Siedlung des Neolithikums, der frühen und mittleren Bronzezeit, der Urnenfelderzeit und Eisenverhüttungsplatz der Latènezeit.        | D-1-7232-0049 |      |
| Rennertshofen (Standort) | Teilstück einer Straße der Römischen Kaiserzeit.                                                                                     | D-1-7232-0050 |      |
| Rennertshofen (Standort) | Teilstück einer Straße der Römischen Kaiserzeit.                                                                                     | D-1-7232-0051 |      |
| Rennertshofen (Standort) | Brandgräber der späten Bronzezeit bis älteren Urnenfelderzeit.                                                                       | D-1-7232-0052 |      |
| Rennertshofen (Standort) | Grabhügel vorgeschichtlicher Zeitstellung.                                                                                           | D-1-7232-0093 |      |
| Rennertshofen (Standort) | Siedlung vor- und frühgeschichtlicher Zeitstellung.                                                                                  | D-1-7232-0094 |      |
| Rennertshofen (Standort) | Siedlung vor- und frühgeschichtlicher Zeitstellung.                                                                                  | D-1-7232-0095 |      |
| Rennertshofen (Standort) | Mittelalterliche und frühneuzeitliche Marktsiedlung von Rennertshofen.                                                               | D-1-7232-0260 |      |
| Rennertshofen (Standort) | Mittelalterliche und frühneuzeitliche Befunde im Bereich der Katholischen Pfarrkirche St. Johannes der Täufer in Rennertshofen.      | D-1-7232-0261 |      |
| Rennertshofen (Standort) | Mittelalterliche und frühneuzeitliche Befunde im Bereich der Katholischen Friedhofskapelle St. Leonhard in Rennertshofen.            | D-1-7232-0262 |      |
| Rennertshofen (Standort) | Mittelalterliche und frühneuzeitliche Marktbefestigung von Rennertshofen.                                                            | D-1-7232-0310 |      |
| Rennertshofen (Standort) | Mittelalterliche und frühneuzeitliche Befunde im Bereich des abgebrochenen Schlosses mit zugehörigen Wirtschaftsgebäuden und Gärten. | D-1-7232-0311 |      |

### Gemarkung Riedensheim
| Lage                   | Objekt | Akten-Nr.     | Bild |
| ---------------------- | --- | ------------- | ---- |
| Riedensheim (Standort) | Straße der Römischen Kaiserzeit.                                                                                               | D-1-7232-0053 |      |
| Riedensheim (Standort) | Grabhügel der mittleren Bronzezeit.                                                                                            | D-1-7232-0054 |      |
| Riedensheim (Standort) | Villa rustica der Römischen Kaiserzeit.                                                                                        | D-1-7232-0055 |      |
| Riedensheim (Standort) | Villa rustica der Römischen Kaiserzeit.                                                                                        | D-1-7232-0056 |      |
| Riedensheim (Standort) | Grabhügel vorgeschichtlicher Zeitstellung.                                                                                     | D-1-7232-0057 |      |
| Riedensheim (Standort) | Siedlungen des Neolithikums und der Urnenfelderzeit.                                                                           | D-1-7232-0058 |      |
| Riedensheim (Standort) | Siedlung des Mittelneolithikums und der mittleren Bronzezeit, Körpergräber des Neolithikums und Brandgrab der Urnenfelderzeit. | D-1-7232-0059 |      |
| Riedensheim (Standort) | Körpergrab der frühen Bronzezeit und Siedlung der mittleren Bronzezeit.                                                        | D-1-7232-0060 |      |
| Riedensheim (Standort) | Grabhügel vorgeschichtlicher Zeitstellung.                                                                                     | D-1-7232-0062 |      |
| Riedensheim (Standort) | Grabhügel vorgeschichtlicher Zeitstellung.                                                                                     | D-1-7232-0063 |      |
| Riedensheim (Standort) | Villa rustica der Römischen Kaiserzeit.                                                                                        | D-1-7232-0064 |      |
| Riedensheim (Standort) | Grabhügel vorgeschichtlicher Zeitstellung.                                                                                     | D-1-7232-0065 |      |
| Riedensheim (Standort) | Siedlung vor- und frühgeschichtlicher Zeitstellung.                                                                            | D-1-7232-0097 |      |
| Riedensheim (Standort) | Viereckiges Grabenwerk vor- und frühgeschichtlicher Zeitstellung.                                                              | D-1-7232-0098 |      |
| Riedensheim (Standort) | Siedlung vor- und frühgeschichtlicher Zeitstellung.                                                                            | D-1-7232-0099 |      |
| Riedensheim (Standort) | Siedlung vor- und frühgeschichtlicher Zeitstellung.                                                                            | D-1-7232-0131 |      |
| Riedensheim (Standort) | Siedlung vor- und frühgeschichtlicher Zeitstellung.                                                                            | D-1-7232-0132 |      |
| Riedensheim (Standort) | Siedlung vor- und frühgeschichtlicher Zeitstellung.                                                                            | D-1-7232-0133 |      |
| Riedensheim (Standort) | Siedlung vor- und frühgeschichtlicher Zeitstellung.                                                                            | D-1-7232-0135 |      |
| Riedensheim (Standort) | Mittelalterliche und frühneuzeitliche Befunde im Bereich der Katholischen Filialkirche St. Stephan in Riedensheim.             | D-1-7232-0271 |      |
| Riedensheim (Standort) | Siedlung der mittleren und späten Latènezeit.                                                                                  | D-1-7232-0302 |      |

### Gemarkung Rohrbach
| Lage                | Objekt | Akten-Nr.     | Bild |
| ------------------- | --- | ------------- | ---- |
| Rohrbach (Standort) | Höhle (Buchschlaghöhle) mit Siedlungsfunden des Mittel- und des Jungneolithikums.                                | D-1-7232-0066 |      |
| Rohrbach (Standort) | Siedlung des Neolithikums.                                                                                       | D-1-7232-0068 |      |
| Rohrbach (Standort) | Siedlung der frühen Bronzezeit.                                                                                  | D-1-7232-0071 |      |
| Rohrbach (Standort) | Siedlung der Römischen Kaiserzeit, Eisenverhüttungsplatz und wüstgefallene Siedlung des Mittelalters.            | D-1-7232-0072 |      |
| Rohrbach (Standort) | Freilandstation des Mesolithikums.                                                                               | D-1-7232-0073 |      |
| Rohrbach (Standort) | Siedlung des Neolithikums.                                                                                       | D-1-7232-0075 |      |
| Rohrbach (Standort) | Abgegangener mittelalterlicher Bauernhof (Hofwüstung).                                                           | D-1-7232-0082 |      |
| Rohrbach (Standort) | Siedlung vor- und frühgeschichtlicher Zeitstellung.                                                              | D-1-7232-0096 |      |
| Rohrbach (Standort) | Mittelalterliche und frühneuzeitliche Befunde im Bereich der Katholischen Pfarrkirche St. Katharina in Rohrbach. | D-1-7232-0248 |      |
| Rohrbach (Standort) | Station des Mesolithikums, Siedlung des Neolithikums, der Hallstattzeit und der Latènezeit.                      | D-1-7232-0285 |      |

### Gemarkung Stepperg
| Lage                | Objekt | Akten-Nr.     | Bild |
| ------------------- | --- | ------------- | ---- |
| Stepperg (Standort) | Siedlung vor- und frühgeschichtlicher Zeitstellung und Villa rustica der Römischen Kaiserzeit. | D-1-7232-0083 |      |
| Stepperg (Standort) | Villa rustica der Römischen Kaiserzeit. | D-1-7232-0084 |      |
| Stepperg (Standort) | Siedlung der Römischen Kaiserzeit und Siedlung vor- und frühgeschichtlicher Zeitstellung. | D-1-7232-0086 |      |
| Stepperg (Standort) | Grabhügel der Bronzezeit. | D-1-7232-0087 |      |
| Stepperg (Standort) | Brandgrab der Römischen Kaiserzeit. | D-1-7232-0092 |      |
| Stepperg (Standort) | Straße der Römischen Kaiserzeit. | D-1-7232-0136 |      |
| Stepperg (Standort) | Siedlung vor- und frühgeschichtlicher Zeitstellung. | D-1-7232-0137 |      |
| Stepperg (Standort) | Straße der Römischen Kaiserzeit. | D-1-7232-0138 |      |
| Stepperg (Standort) | Siedlung vor- und frühgeschichtlicher Zeitstellung. | D-1-7232-0141 |      |
| Stepperg (Standort) | Siedlung der Vorgeschichte, Gräber des frühen Mittelalters, Baubefunde des hohen Mittelalters sowie mittelalterliche und frühneuzeitliche Befunde im Bereich der Katholischen Pfarrkirche St. Michael in Stepperg.                                                  | D-1-7232-0265 |      |
| Stepperg (Standort) | Mittelalterliche und frühneuzeitliche Befunde im Bereich des Schlosses von Stepperg. | D-1-7232-0266 |      |
| Stepperg (Standort) | Mittelalterliche und frühneuzeitliche Befunde im Bereich der Katholischen Wallfahrtskapelle St. Antonius und St. Anna auf dem Antoniberg. | D-1-7232-0267 |      |
| Stepperg (Standort) | Siedlung des Alt-, Mittel- und Jungneolithikums, der Glockenbecherzeit, der frühen und der mittleren Bronzezeit, der Urnenfelderzeit, der Hallstattzeit und der Latènezeit, Körpergräber der frühen Latènezeit und Teilstück einer Straße der Römischen Kaiserzeit. | D-1-7232-0286 |      |
| Stepperg (Standort) | Brücke der Römischen Kaiserzeit. | D-1-7232-0313 |      |

### Gemarkung Trugenhofen
| Lage                   | Objekt | Akten-Nr.     | Bild |
| ---------------------- | --- | ------------- | ---- |
| Trugenhofen (Standort) | Mittelalterliche und frühneuzeitliche Befunde im Bereich der Katholischen Wallfahrtskirche St. Leonhard in Kienberg. | D-1-7231-0017 |      |
| Trugenhofen (Standort) | Mittelalterliche und frühneuzeitliche Befunde im Bereich der Katholischen Pfarrkirche St. Peter in Trugenhofen.      | D-1-7232-0250 |      |
| Trugenhofen (Standort) | Aufgelassener Friedhof der frühen Neuzeit (Pestfriedhof).                                                            | D-1-7232-0322 |      |

### Gemarkung Unterhausen
| Lage                              | Objekt | Akten-Nr.     | Bild |
| --------------------------------- | --- | ------------- | ---- |
| Unterhausen Oberhausen (Standort) | Vorgeschichtlicher Ringwall Stätteberg mit Funden der mittleren Bronzezeit; Brandopferplatz der mittleren Bronzezeit, der jüngeren Urnenfelderzeit und der Hallstattzeit. | D-1-7232-0101 |      |